# Катрін Верле-Шеллер
Катрін Верле-Шеллер (нім. Kathrin Wörle-Scheller; нар. 18 лютого 1984) — колишня німецька тенісистка.
Найвищу одиночну позицію світового рейтингу — 119 місце досягла 22 лютого 2010, парну — 99 місце — 16 травня 2011 року.
Здобула 3 одиночні та 7 парних титулів туру ITF.

## Фінали турнірів WTA

### Парний розряд: 1 (поразка)
| Легенда                |
| ---------------------- |
| Великий шлем (0–0)     |
| Tier I (0–0)           |
| Tier II (0–0)          |
| Tier III, IV & V (0–1) |

| Фінали за покриттям |
| ------------------- |
| Тверде (0–1)        |
| Ґрунт (0–0)         |
| Трава (0–0)         |
| Килим (0–0)         |

| Результат | Дата     | Турнір                    | Покриття | Партнерка       | Суперниці                 | Рахунок          |
| --------- | -------- | ------------------------- | -------- | --------------- | ------------------------- | ---------------- |
| Поразка   | Вер 2008 | Tashkent Open, Узбекистан | Тверде   | Ніна Братчикова | Ралука Олару Ольга Савчук | 7–5, 5–7, [7–10] |

## Фінали ITF

### Одиночний розряд: 8 (3–5)
| Легенда          |
| ---------------- |
| турніри $100,000 |
| турніри $75,000  |
| турніри $50,000  |
| турніри $25,000  |
| турніри $10,000  |

| Фінали за покриттям |
| ------------------- |
| Тверде (0–0)        |
| Ґрунт (3–5)         |
| Трава (0–0)         |
| Килим (0–0)         |

| Результат | Ранг | Дата              | Турнір                      | Покриття  | Суперниця         | Рахунок            |
| --------- | ---- | ----------------- | --------------------------- | --------- | ----------------- | ------------------ |
| Поразка   | 1.   | 3 травня 2004     | ITF Катанія, Італія         | Ґрунт     | Стефані Форец     | 4–6, 7–6(7–2), 2–6 |
| Поразка   | 2.   | 14 травня 2007    | ITF Анталія, Туреччина      | Ґрунт     | Юлія Гергес       | 6–7(5–7), 4–6      |
| Поразка   | 3.   | 30 липня 2007     | ITF Бад-Заульгау, Німеччина | Ґрунт     | Ана Йованович     | 5–7, 6–4, 5–7      |
| Перемога  | 1.   | 26 листопада 2007 | ITF Сінтра, Португалія      | Ґрунт (i) | Кіра Надь         | 6–3, 6–2           |
| Перемога  | 2.   | 7 квітня 2008     | ITF Біарриц, Франція        | Ґрунт     | Селіма Сфар       | 6–1, 6–3           |
| Перемога  | 3.   | 16 березня 2009   | ITF Каїр, Єгипет            | Ґрунт     | Наталі В'єрін     | 6–2, 6–4           |
| Поразка   | 4.   | 13 липня 2009     | ITF Контрексевіль, Франція  | Ґрунт     | Катерина Бичкова  | 4–6, 4–6           |
| Поразка   | 5.   | 9 липня 2012      | ITF Ашаффенбург, Німеччина  | Ґрунт     | Анна-Лена Фрідзам | 4–6, 6–2, 4–6      |

### Парний розряд: 17 (7–10)
| Легенда          |
| ---------------- |
| турніри $100,000 |
| турніри $75,000  |
| турніри $50,000  |
| турніри $25,000  |
| турніри $10,000  |

| Фінали за покриттям |
| ------------------- |
| Тверде (2–1)        |
| Ґрунт (5–9)         |
| Трава (0–0)         |
| Килим (0–0)         |

| Результат | Ранг | Дата            | Турнір                      | Покриття   | Партнерка         | Суперниці                           | Рахунок                    |
| --------- | ---- | --------------- | --------------------------- | ---------- | ----------------- | ----------------------------------- | -------------------------- |
| Перемога  | 1.   | 28 липня 2003   | ITF Бад-Заульгау, Німеччина | Ґрунт      | Хрістіна Фітц     | Антонія Матіч Лідія Штайнбах        | 6–2, 6–1                   |
| Поразка   | 1.   | 31 травня 2004  | ITF Галатіна, Італія        | Ґрунт      | Надія Островська  | Джулія Казоні Владіміра Угліржова   | 4–6, 0–6                   |
| Перемога  | 2.   | 20 вересня 2004 | ITF Джерсі, Велика Британія | Тверде (i) | Емма Лайне        | Анаушка ван Ексел Іпек Шенолу       | 1–6, 6–1, 6–1              |
| Поразка   | 2.   | 25 жовтня 2004  | ITF Стамбул, Туреччина      | Ґрунт      | Іпек Шенолу       | Олена Антипіна Гана Шромова         | 7–6(7–5), 3–6, 5–7         |
| Поразка   | 3.   | 9 травня 2005   | ITF Анталія, Туреччина      | Ґрунт      | Рената Кучеркова  | Габріела Нікулеску Моніка Нікулеску | 7–6(7–0), 0–6, 0–6         |
| Поразка   | 4.   | 27 червня 2005  | ITF Штутгарт, Німеччина     | Ґрунт      | Крістіна Барруа   | Юлія Бейгельзимер Ванесса Генке     | 6–7(5–7), 1–6              |
| Перемога  | 3.   | 30 січня 2006   | ITF Бельфор, Франція        | Тверде (i) | Крістіна Барруа   | Катерина Лопес Ірина Кузьміна       | 6–1, 6–2                   |
| Перемога  | 4.   | 6 серпня 2007   | Hechingen Open, Німеччина   | Ґрунт      | Міхаела Паштікова | Дарія Юрак Сандра Мартинович        | 6–4, 6–4                   |
| Поразка   | 5.   | 15 жовтня 2007  | ITF Глазго, Велика Британія | Тверде (i) | Вероніка Хвойкова | Софія Арвідссон Юганна Ларссон      | 3–6, 2–6                   |
| Поразка   | 6.   | 24 березня 2008 | ITF Латина, Італія          | Ґрунт      | Сандра Мартинович | Еліза Бальзамо Валентіна Сульпіціо  | 6–0, 6–7(6–8), [7–10]      |
| Поразка   | 7.   | 28 липня 2008   | ITF Ріміні, Італія          | Ґрунт      | Штефані Феґеле    | Мара Сантанджело Роберта Вінчі      | 1–6, 4–6                   |
| Поразка   | 8.   | 29 червня 2009  | ITF Штутгарт, Німеччина     | Ґрунт      | Леоні Мекел       | Каталін Мароші Лаура Зігемунд       | 6–7(2–7), 7–6(8–6), [4–10] |
| Перемога  | 5.   | 13 липня 2009   | ITF Контрексевіль, Франція  | Ґрунт      | Івонн Мойсбургер  | Стефані Коен-Алоро Полін Пармантьє  | 6–2, 6–2                   |
| Поразка   | 9.   | 20 липня 2009   | ITF Петанж, Люксембург      | Ґрунт      | Дарія Юрак        | Стефані Коен-Алоро Селіма Сфар      | 2–6, 6–3, [7–10]           |
| Поразка   | 10.  | 7 лютого 2011   | ITF Калі, Колумбія          | Ґрунт      | Катерина Іванова  | Ірина-Камелія Бегу Елена Богдан     | 6–2, 6–7(6–8), [9–11]      |
| Перемога  | 6.   | 25 квітня 2011  | ITF К'яссо, Швейцарія       | Ґрунт      | Івонн Мейсбургер  | Клер Феерстен Анаїс Лорендон        | 6–3, 6–3                   |
| Перемога  | 7.   | 28 травня 2012  | ITF Марибор, Словенія       | Ґрунт      | Елена Богдан      | Карен Барріца Анна-Лена Фрідзам     | 6–2, 2–6, [10–5]           |